# Stickkors

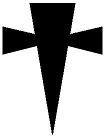
Stickkors

Ett stickkors eller spikkors kan utgöras av vilket annat sorts kors som helst (latinskt kors, grekiskt kors etc), men kännetecknas av att den nedre korsarmens ände utgörs av en spets.
Enligt traditionen uppstod korstypen av att korsriddarna använde dylika under sina resor till platser där det saknades kyrkorum, och för att lätt kunna sätta upp ett kors vid andakter gjorde de den nedre delen spetsig så att korset lätt skulle kunna sättas ner i jorden.